# Озерне (Кулундинський район)
Озе́рне (рос. Озёрное) — село у складі Кулундинського району Алтайського краю, Росія. Входить до складу Семеновської сільської ради.

## Населення
Населення — 15 осіб (2010; 15 у 2002).
Національний склад (станом на 2002 рік):
- росіяни — 80 %